# Альбрехт Ганау-Мюнценбергский
Альбрехт Ганау-Мюнценберг-Шварценфельсский (нем. Albrecht von Hanau-Münzenberg-Schwarzenfels; 12 ноября 1579 — 19 декабря 1635) — дворянин Священной Римской империи.

## Биография
Младший сын Филиппа Людвига I, графа Ганау-Мюнценберга. Так как отец неожиданно скончался, когда старшему сыну было всего три года, для управления графством и опеки над несовершеннолетними детьми был создан регентский совет, в который вошли Иоганн VI (граф Нассау-Дилленбурга), Людвиг I Сайн-Витгенштейнский и Филипп IV (граф Ганау-Лихтенберга), которого в 1585 году заменил его сын Филипп V (граф Ганау-Лихтенберга). Ставшая вдовой мать в 1581 году вышла замуж вновь — за Иоганна VII Нассау-Зигенского, поэтому её дети оказались при нассау-зигенском дворе, являвшимся центром Реформации в германских землях. Впоследствии опекуны не хотели прекращать регентство, и если Филипп Людвиг II вынудил их признать его совершеннолетним и правомочным в 1600 году, то опека над Альбрехтом была прекращена в 1608 году по настоянию пфальцского курфюрста Фридриха IV.
Практически всю жизнь Альбрехт провёл, конфликтуя сначала со старшим братом Филиппом Людвигом II, а затем с его сыном Филиппом Морицем (точнее, с его матерью и опекуншей Катариной Бельгикой Оранская-Нассау). Причиной конфликта было то, что он тоже желал быть самостоятельным правителем, однако в роду Ганау с 1375 года действовал принцип первородства, в соответствии с которым наследником являлся лишь старший сын, который наследовал всё графство целиком. В качестве компромисса ему был выделен апанаж: амт Шварценфельс (куда Альбрехт и переехал в Шварценфельсский замок), Ортенберг, земли бывшего монастыря в Наумбурге и доля графства Ганау-Мюнценберг в городе Ассенхайм. Однако конфликт этим разрешён не был: Альбрехт требовал суверенитета.
Когда началась Тридцатилетняя война, Альбрехт с семьёй был вынужден бежать из Шварценфельсса сначала в Вормс, а затем в Страсбург, где и скончался.

## Семья и дети
16 августа 1604 году Альбрехт женился на Эренгарде Изенбургской. У них было девять детей:
1. Альбрехт (1606—1614)
2. Мориц (1606)
3. Катерина Елизавет (1607—1647), которая вышла замуж за Вильгельма Отто Изенбург-Бирштайнского
4. Иоганна (1610—1673), которая вышла замуж в первый раз Вольфганга Фридриза Зальмского, а во второй раз — за Мануэла Антонио Португальского
5. Магдалена Елизавета (1611—1687), которая вышла замуж Георга Фридриха Шенк-Лимпургского
6. Иоганн Эрнст (1613—1642), унаследовавший графство Ганау-Мюнценберг после пресечения основной ветви
7. Кристофер Людвиг (1614)
8. Елизавета (1615—1665)
9. Мария Юлиана (1617—1643), которая вышла замуж за Иоганна Людвига Изенбург-Бирштайнского